# Contrat nouvelles embauches
Pour les articles homonymes, voir CNE.
Lire en ligne

Lire sur Légifrance

En France, le contrat nouvelles embauches, plus communément appelé CNE, est un type de contrat de travail qui a eu cours de 2005 à 2008. C'était un contrat sans limitation de durée (ou Contrat à durée indéterminée) pour les entreprises de vingt salariés au plus (PME et TPE). Durant la période dite de « consolidation de l'emploi » de deux années, la rupture sans annoncer le motif de licenciement était possible (même si ce motif pouvait être demandé en cas de litige aux prud'hommes), moyennant un préavis court et une indemnité de 8 % sur le total de la rémunération si l'employeur était à l'origine de la rupture. 
Les deux principales particularités de ce contrat (licenciement sans motif communiqué préalablement et période de consolidation de deux ans) avaient été déclarées contraires au droit international par l’Organisation internationale du travail (OIT) le 14 novembre 2007. De plus, les tribunaux requalifiaient assez souvent le CNE en CDI de droit commun.
Le contrat « nouvelles embauches » a finalement été abrogé par la loi n° 2008-596 du 25 juin 2008 portant modernisation du marché du travail, publiée au JO du 26 juin 2008. Aucun contrat « nouvelles embauches » ne peut donc plus être conclu à compter de cette date. Les contrats « nouvelles embauches » en cours sont requalifiés en contrats à durée indéterminée (CDI) de droit commun, dont la période d’essai est fixée par convention, ou à défaut, par les dispositions de l’article L. 1221-19 du code du travail.

## Dispositif
Le CNE est un contrat de travail à durée indéterminée particulier, réservé aux entreprises de 20 salariés au plus, soit 96 % des entreprises françaises et 29 % des employés salariés. 
Il instaurait une période dite de consolidation de deux années maximum dont le point commun avec la période d'essai est de pouvoir être rompue tant par l'employeur que par le salarié et cela sans indication de motif. De plus, durant cette période, la rupture n’était pas soumise à l'article L. 1232-1 du Code du travail exigeant que le motif présente un « caractère réel et sérieux ». En revanche, une rupture abusive par l'employeur pendant la période de consolidation comme pendant la période d'essai pouvait être sanctionnée par le juge.
Si l'employeur rompait un CNE pendant la période de consolidation, il devait verser au salarié une indemnisation correspondant à 8 % de la rémunération totale (contre 10 % pour l'intérim). Cette rupture échappait à la procédure habituelle de licenciement : elle devait seulement être notifiée par lettre recommandée avec accusé de réception. Si la lettre mentionnait expressément que le délai pour contester la rupture pendant la période de consolidation était d'une année seulement, le salarié ne pouvait plus contester la rupture après l'écoulement de ce délai, solution particulièrement sévère.
La condition d'effectif (au plus 20 salariés) s'appréciait en équivalent temps complet, selon les règles édictées par l'article L. 620-10 du code du travail. Elle s'appréciait à la date de conclusion du contrat « nouvelles embauches » concerné. Les contrats « nouvelles embauches » comptaient dans l'effectif, sauf à être exclus à un autre titre.

### Rupture à l'initiative de l'employeur
Lors de la rupture pendant la période de consolidation de deux années, l’employeur devait verser au salarié une indemnité égale à 8 % du montant total de la rémunération brute due au salarié depuis la conclusion du contrat, ainsi qu'une contribution de 2 % à l'Assedic. Le délai de carence obligatoire pour le réemploi en CNE du même salarié dans l'entreprise après une rupture d'un CNE était de trois mois. 
Les personnes involontairement privées d'emploi bénéficiaient de l'allocation de retour à l'emploi. Toutefois, si ces dernières ne pouvaient justifier d'une activité salariée pendant une durée minimum de 6 mois au cours des 22 derniers mois qui précèdent la fin du contrat de travail, elles pouvaient prétendre à une allocation forfaitaire de 16,40 € par jour pendant un mois à condition d'être restées 4 mois en CNE.
En cas de rupture à l'initiative de l'employeur durant le premier mois de conclusion du contrat (période d'essai du contrat), il n'y avait pas de préavis. En cas de rupture après le 1er mois mais avant le 6e, le préavis était de deux semaines. En cas de rupture après le 6e mois mais avant la fin de la période de consolidation de deux ans, le préavis était d'un mois. 
Si la rupture n’intervenait pas pendant la période des deux ans, les règles du droit commun du licenciement (CDI) s’appliquaient, bien que le contrat conserve son appellation de CNE.

### Rupture à l'initiative du salarié
En cas de rupture à l'initiative du salarié pendant la période de "consolidation", il n'y avait pas de préavis .Pas d’allocations chômage non plus, comme pour les autres contrats de travail (6 mois de cotisations seront nécessaires pour récupérer ses droits).
"Le texte de l'ordonnance instaurant le CNE ne fixe aucune règle de préavis en cas de démission du salarié au cours des deux premières années de son contrat. Les parties (employeur et salarié) peuvent cependant convenir d'un délai de prévenance d'une durée raisonnable. Ce délai, pour être applicable, doit alors être mentionné dans le contrat. À défaut, aucun préavis ne s'impose au salarié."

### Accès au logement et au crédit bancaire
Le CNE ne fournissait aucune garantie juridique concernant l'accès au logement ou au crédit. La Fédération bancaire française a recommandé de le considérer comme un CDI ordinaire, cependant les banques et organismes de crédits n'ont pas besoin de motiver un refus. Le directeur général de BNP Paribas, M. Prot, a déclaré que « les banques ont réaffirmé qu'elles s'étaient engagées à accorder des crédits aux titulaires de CNE (contrat « nouvelle embauche ») et de CPE selon les mêmes critères que ceux applicables aux détenteurs de CDI traditionnels ». Néanmoins, le Canard enchaîné a cité d'autres directeurs affirmant explicitement le contraire. Certains opposants au CNE ont donc fait valoir que les bénéficiaires de CNE auraient sans doute plus de mal à trouver un logement ou à se faire accorder un crédit. Une étude du Centre d'études de l'emploi a confirmé les difficultés de titulaires de CNE à obtenir des prêts. 
Les CNE pouvaient bénéficier d'exonérations de cotisations patronales dans les mêmes conditions que les CDI et les CDD. Cependant, pour favoriser le maintien de l'utilisation de CDI, d'ici la fin 2006, l'embauche en CDI de jeunes de moins de 26 ans au chômage depuis plus de 6 mois à la date du 16 janvier 2006 était exonérée de cotisations patronales pendant 3 ans. Une telle exonération était jusqu'à présent réservée aux contrats jeunes en entreprise au profit des jeunes sans qualification.

## Historique
Voulu par le premier ministre Dominique de Villepin (UMP), le contrat « nouvelles embauches » a été mis en place par l'ordonnance n° 2005-893, prise en Conseil des ministres le 2 août et entrée en vigueur le 4 août 2005. Cette ordonnance a été implicitement ratifiée par le Parlement fin 2005.
Le premier ministre en avait annoncé le projet lors de sa déclaration de politique générale devant l'Assemblée Nationale, le 8 juin 2005, et le gouvernement avait été habilité à prendre par ordonnance des mesures d'urgence pour l'emploi par la loi n° 2005-846 du 26 juillet 2005.

### Recours devant le Conseil d'État
Plusieurs syndicats avaient demandé l’annulation de l’ordonnance no 2005-893 du 2 août 2005 établissant le CNE par des recours devant le Conseil d'État : La CGT le 4 août 2005, rejointe notamment par la CFDT, la CFTC et la CFE-CGC le 26 août 2005, et FO le 31 août 2005. Les syndicats contestaient la légalité du contrat « nouvelles embauches », notamment quant à la possibilité de licencier sans annoncer le motif, et quant à la durée de la période de consolidation. 
Selon la CGT, le CNE viole la Convention n°158 de l’Organisation internationale du travail et l’article 24 de la Charte sociale européenne, textes ratifiés par la France qui posent « l’obligation de justifier d’un motif de licenciement ». Il « supprime l’exercice des droits de la défense face à une menace de licenciement, interdit un contrôle effectif par un juge et prive le salarié de toute indemnisation en cas de licenciement abusif, principes fondamentaux issus de la Déclaration universelle des droits de l'homme et maintes fois réaffirmés par le Conseil constitutionnel et le Conseil d'État. Ainsi, un employeur pourra licencier impunément pour un motif illicite : maladie, grève, opinion, acte de la vie privée.»
Le Conseil d'État, par une décision du 19 octobre 2005 , a jugé l’ordonnance « contrat nouvelles embauches » valide, estimant que la période de « consolidation de l'emploi » prévue par l'ordonnance, qui n'est pas une période d'essai, pouvait être regardée comme une période de constitution de « l'ancienneté » requise pour prétendre au bénéfice de la convention de l'OIT. Il a jugé en outre que la durée de deux ans de cette période de consolidation, eu égard à l'objet des contrats « nouvelles embauches », qui est de réduire rapidement le chômage, était « raisonnable ». Toutefois, le commissaire du gouvernement expliquait à l'audience que la non motivation du licenciement « ne signifie pas que le licenciement n'a pas de motif, ni que le juge, saisi d'une contestation de cette rupture, ne doit pas le déterminer et le contrôler ». En effet, les juges du travail devront vérifier que la rupture n’est pas le fait d'un abus de droit, qu'elle n'a méconnu des dispositions relatives à la procédure disciplinaire (articles L. 122-40 à L. 122-44 du code du travail), qu’elle n’est pas fondée sur un motif discriminatoire (article L. 122-45 du code du travail, par exemple : affiliation à un syndicat, discrimination ethnique, sexe, état matrimonial…) et qu'elle n'est pas contraire aux autres dispositions légales (notamment protection pour les femmes enceintes, les accidentés du travail et les salariés protégés),.
La décision du Conseil d'État ouvrait ainsi la voie à la possibilité de contester une rupture abusive pendant la période de consolidation devant les conseils des prud'hommes.

#### Décisions contraires dansl'ordre judiciaire
Fin juin et début juillet 2007, les cours d'appel de Bordeaux et de Paris ont jugé, quant à elles, que le contrat « nouvelles embauches » était non conforme à la convention 158 de l'Organisation internationale du travail. La Cour de cassation a confirmé cela le 1er juillet 2008 (voir plus bas). 
Des réclamations avaient également été adressées à l’Organisation internationale du travail qui, en novembre 2007, a également conclu que la période de deux ans n'était pas conforme à la convention 158 (voir plus bas).

### Les actions judiciaires pour rupture abusive
Après six mois d'existence du CNE, les premières actions pour rupture abusive ont été déposées devant les conseils de prud'hommes. Ce sont les salariés qui doivent présenter le motif abusif : « être tombé malade », « remercié pour dix minutes de retard », ou très souvent « demande de paiement des heures supplémentaires ». 
Le 20 février 2006, les prud'hommes de Longjumeau (dans l'Essonne) ont, pour la première fois, condamné un dirigeant de PME à 17 500 € de dommages et intérêts pour « rupture abusive de période d'essai » et « rupture abusive de période de consolidation ». Un salarié de 51 ans, contrôleur technique automobile, avait été embauché le 21 mai 2005 dans une PME en CDI. Le 6 août, deux jours après l'entrée en vigueur de la loi instaurant le CNE, il a été licencié en periode d'essai, et réembauché par une autre PME, qui avait créé avec la première une structure commune de gestion du personnel, pour travailler sur un poste similaire, cette fois-ci avec un contrat « nouvelles embauches » (CNE). Le 30 août, l'employeur rompt le CNE pendant la période de consolidation. Selon la CGT, « le juge a mis en évidence le détournement d'utilisation du CNE et le caractère abusif de la rupture » : « c'est le principe même du CNE qui est porteur de telles dérives: en supprimant les garanties entourant le licenciement, il favorise tous les comportements patronaux arbitraires. »
Confronté à ces multiples sanctions pour « abus de droit », « la CGPME, l'organisation des petits patrons, a donné pour consigne à ses adhérents de motiver désormais les ruptures », indique Le Canard enchaîné.

### Le contrat « nouvelles embauches » et le droit international du travail

#### Les jugements des juridictions judiciaires
- En se fondant sur la Convention n°158 de l'Organisation internationale du travail (OIT), le conseil des prud'hommes de Longjumeau (Essonne) a estimé le 28 avril 2006 qu'en raison du non-respect de cette convention par l’ordonnance instituant le contrat de travail « nouvelles embauches », cette dernière était « non valable » et « privée d'effet juridique ».

Cette convention prévoit en effet qu'un salarié ne peut être licencié « sans qu'il existe un motif valable de licenciement » (art. 4) et, en cas de motifs liés à sa conduite ou à son travail, « avant qu'on lui ait offert la possibilité de se défendre » (art. 7). Si la convention admet quelques exceptions, le conseil des prud'hommes estime que la période de consolidation prévue pour le CNE ne peut être retenue pour justifier une telle exception, puisqu’« une durée de deux ans pour des contrats exécutés en France, quel que soit le poste occupé, est … déraisonnable au regard du droit et des traditions tant internes que comparées » (autres pays européens) et « qu’une durée unique, d'ordre public, ne dépendant pas des circonstances et des conditions propres à chaque emploi est nécessairement déraisonnable ». En conséquence, le tribunal a ordonné la requalification du CNE en CDI,.
- Le 19 avril 2007, le conseil de prud'hommes de Romans condamne à nouveau le CNE sur le fondement de la convention no 158 de l'OIT[18].

- De même, la cour d'appel de Bordeaux a jugé, le 18 juin 2007, que « la durée d'ancienneté requise ... fixée à deux années... n'apparaît pas raisonnable au sens de la convention tant il s'avère intolérable pour un salarié ayant travaillé deux années dans une entreprise de se voir licencier sans aucun motif. »[19],[20]

- Le 6 juillet 2007[21], la cour d'appel de Paris, statuant sur l'appel du jugement du conseil des prud'hommes de Longjumeau, a jugé que le CNE était contraire à la convention 158 de l'OIT, estimant que « le contrôle de proportionnalité ne permet pas de considérer que le délai de deux années institué par l'ordonnance du 2 août 2005 soit raisonnable »[22],[23].

Selon Le Monde, « la justice pourrait avoir sonné le glas vendredi du contrat nouvelles embauches (CNE) ». La cour d'appel a jugé le CNE contraire au droit international du travail et aux principes élémentaires du droit du travail. Elle a qualifié ce nouveau type de contrat comme formant une « régression » qui « prive le salarié de l'essentiel de ses droits en matière de licenciement, le plaçant dans une situation comparable à celle qui existait antérieurement à la loi du 13 juillet 1973 dans laquelle la charge de la preuve de l'abus de la rupture incombait au salarié ». Les juges ont estimé de plus que la pertinence du CNE en matière de lutte contre le chômage est douteuse.
- La Cour de cassation, saisie de pourvois, a confirmé, le 1er juillet 2008, l'arrêt rendu le 6 juillet 2007 par la Cour d'appel de Paris[25] en jugeant que le contrat « nouvelles embauches » ne satisfaisait pas aux exigences de la Convention no 158 de l’Organisation Internationale du Travail (OIT) dans la mesure où il écartait les dispositions générales relatives à la procédure préalable de licenciement, à l'exigence d'une cause réelle et sérieuse, à son énonciation et à son contrôle. Elle en a déduit que la rupture d’un contrat « nouvelles embauches » demeurait soumise aux règles d'ordre public du code du travail applicable à tout contrat de travail à durée indéterminée.

#### La question de l'ordre juridictionnel compétent
Le préfet de l'Essonne, à la suite d'une demande du gouvernement, avait contesté la compétence des juridictions de l'ordre judiciaire pour contrôler la conformité de l'ordonnance à une convention internationale (et pour écarter l'application de cette ordonnance dans le jugement d'un litige) ; la cour d'appel de Paris, par un arrêt avant dire droit du 20 octobre 2006,,, avait rejeté le déclinatoire de compétence du préfet. 
À la suite de cet arrêt où la cour d'appel affirmait sa propre compétence, un arrêté de conflit avait été pris par le préfet de l'Essonne le 31 octobre 2006. Le 19 mars 2007, le Tribunal des conflits a donné tort au préfet et au gouvernement, jugeant que l'ordonnance, implicitement ratifiée (par les lois no 2005-1719 du 30 décembre 2005 et no 2006-339 du 23 mars 2006), avait acquis une valeur législative. L'arrêté de conflit du préfet a ainsi été annulé par le Tribunal des conflits. Les tribunaux judiciaires avaient donc bien toute compétence pour se prononcer sur la conventionalité de l'ordonnance (et, bien sûr, sur le fond des litiges).

#### La décision de l'Organisation internationale du travail (OIT)
La période de deux ans durant laquelle l'employeur n'a pas à justifier le licenciement a été remise en cause le 14 novembre 2007 par l'Organisation internationale du travail. 
Le rapport, préparé par un comité tripartite (employeurs, salariés et gouvernements), a été adopté par consensus par le conseil d'administration de l'OIT. 

Le comité indique notamment être « dans l'incapacité de conclure (...) qu'une durée aussi longue que deux ans soit raisonnable ». Il conclut donc « qu’il n’existe pas de base suffisante pour considérer que la période de consolidation peut être assimilée à une « période d’ancienneté requise » d’une durée « raisonnable », au sens de l’article 2, paragraphe 2 b), justifiant l’exclusion des travailleurs concernés de la protection de la convention pendant cette durée ». Il invite « par conséquent le gouvernement, en consultation avec les partenaires
sociaux, à prendre les mesures s’avérant nécessaires pour garantir que les exclusions de la
protection, prévues par la législation mettant en œuvre la convention (nº 158) sur le
licenciement, 1982, soient pleinement conformes à ses dispositions ». Il ajoute enfin qu'un contrat de travail ne peut être rompu « en l'absence d'un motif valable ».
Cette décision était attendue depuis de longs mois, à la suite de la réclamation adressée en août 2005 à l'Organisation internationale du travail par le syndicat FO. Le gouvernement de M. de Villepin était parvenu à faire reporter, à deux reprises, le jugement de l'OIT. La réponse, initialement attendue en novembre 2006, puis mars 2007, avait été reportée à novembre 2007.
Divers journaux avaient annoncé dès le 23 octobre 2007, que l'Organisation internationale du travail se préparait à condamner le CNE comme contraire à la Convention no 158 de l'OIT.

#### Réactions face aux jugements
Laurence Parisot, dirigeante du MEDEF, a qualifié d'économique et de non juridique l'analyse de la cour d'appel selon laquelle « dans la lutte contre le chômage, la protection des salariés dans leur emploi semble être un moyen au moins aussi pertinent que les facilités données aux employeurs pour les licencier et [...] il est pour le moins paradoxal d’encourager les embauches en facilitant les licenciements », analyse qu'elle conteste en raison des nombreuses embauches qu'aurait permises le CNE ; sur la question de la conventionnalité, elle pense qu'il faut attendre la décision de l'OIT. 
La CGT a réitéré sa demande d'abrogation du CNE, tandis que la CGPME fait valoir que le conseil des prud'hommes de Roubaix, en date du 25 juin 2007, a jugé le CNE conforme à la Convention 158 de l'OIT en s'appuyant sur son article 2.5 (« [...] des mesures pourront être prises [...] afin d'exclure de l'application de la présente convention ou de certaines de ses dispositions d'autres catégories limitées de travailleurs salariés [...] eu égard [...] à la taille de l'entreprise qui les emploie [...] »).
Le ministre du travail Xavier Bertrand a expliqué le 8 juillet 2007 que le CNE ne serait pas abrogé dans l'immédiat étant donné qu'« il y a un pourvoi en cassation à la suite de la décision de la cour d'appel. De plus, l'Organisation internationale du travail doit se prononcer en novembre sur la conformité de ce contrat ».

#### Réactions face à la décision de l'OIT
La ministre de l'enseignement supérieur Valérie Pécresse a déclaré le 23 octobre 2007 sur France 2 que la condamnation du CNE par l'OIT visait à juste titre la faculté donnée à l'employeur de licencier sans avoir à justifier sa décision : « La façon dont on a présenté le CNE, et le fait qu'on peut mettre fin sans motif au CNE, c'est ça qui a été condamné à l'OIT, et à mon sens à juste titre, car l'absence de motif est quelque chose qui est en général condamné par les juridictions du travail ».
Le 15 novembre 2007, le syndicat FO s'est félicité de la décision prise par l’OIT à la suite de sa réclamation d'août 2005, en ce qui concerne tant la durée de la période d’essai que l'obligation de motiver les licenciements. « Pour la CGT FO cette conclusion – adoptée de manière tripartite (gouvernements, employeurs et travailleurs) au sein de l’OIT – est importante pour le combat syndical international pour la défense des normes internationales du travail et de l’OIT dans le contexte de la mondialisation. »
Le ministre du travail Xavier Bertrand a réagi le 18 novembre 2007 à l'annonce de la décision de l'OIT. « Dès que j'aurai notification officielle de l'OIT, je vais écrire à l'ensemble des organisations professionnelles pour leur indiquer (...) qu'on ne pourra pas licencier un salarié sans motiver la décision, il faudra forcément une cause réelle et sérieuse, et se posera également la question de la durée de la période d'essai », a notamment déclaré le ministre dans l'émission Le grand Rendez-vous (Europe 1, Le Parisien et TV5 Monde).
Le 14 janvier 2008, sur France 2, le ministre du Travail a estimé que le contrat « nouvelles embauches » (CNE) serait « totalement derrière nous » en cas d'accord des syndicats sur la réforme du marché du travail. « Si l'accord est ratifié par les syndicats et retranscrit par la loi, cela voudra dire que le CNE est totalement derrière nous car dans le cadre proposé, il y a forcément la motivation du licenciement » a fait valoir M. Xavier Bertrand, ajoutant « Vous ne pouvez pas, au XXIe siècle, licencier quelqu'un sans lui dire pourquoi »,.

### Le Parlement abroge le CNE
Un projet de loi sur les contrats de travail avait été déposé devant le Parlement en avril 2008 prévoyant d'abroger le contrat « nouvelles embauches » (CNE).
Ceci faisait suite à un accord conclu le 11 janvier entre les trois organisations patronales représentatives et quatre des cinq syndicats de salariés représentatifs.
Le Parlement a abrogé le texte en question par l'article 9 de la loi no 2008-596 du 25 juin 2008. Les personnes embauchées en CNE voient leur contrat automatiquement requalifié en CDI.

## Réactions et critiques
Le  Fonds monétaire international (FMI) et les représentants du MEDEF se sont félicités de cette mesure, regrettant que le gouvernement ne soit pas allé plus loin. Dans son communiqué de presse, le FMI déclare ainsi : « Les ordonnances adoptées le 2 août en Conseil des ministres vont dans le bon sens parce qu’elles sont fondées sur une analyse pertinente des freins actuels à l’embauche et qu’elles apportent des réponses pragmatiques. » Mais les patrons de PME et de TPE sont loin d'être unanimement favorables à l'instauration du CNE. Une organisation comme la Confédération européenne des indépendants s'est montrée plus que réservée à ce sujet, en revendiquant une baisse très significative des cotisations sociales sur le territoire français au lieu de la mise en œuvre de cette mesure, à ses yeux, technocratique, juridiquement contestable et sans grand intérêt. 
Les syndicats et l'ensemble de la gauche se sont élevés pour critiquer la précarité qui en résulte pour le salarié, qui sera dissuadé de protester contre de mauvaises conditions de travail ou des heures impayées ou toute autre chose de peur de déplaire à son patron et donc de se voir licencier. La manifestation du 4 octobre 2005 ainsi que les recours devant le Conseil d'État avaient comme objectif le retrait du CNE. À la suite de la mobilisation anti-CPE au début de 2006, François Hollande, dirigeant du Parti socialiste (PS), a demandé l'abrogation du CPE ainsi que du CNE. 
Bien que la Fédération bancaire française (FBF) et Dominique de Villepin recommandent de considérer le CNE comme un CDI pour l'octroi des prêts bancaires, l'Association Française des Usagers des Banques (AFUB]) et courrier cadres préviennent que les banques considèrent le CNE comme les autres contrats de travail précaires. Avoir un conjoint en CDI permettrait d'avoir un crédit. Concernant le logement, les contrats d'assurance « loyers impayés » considèrent CNE et CPE comme des contrats précaires. Ce contrat de travail étant considéré comme précaire, il pourrait être difficile pour le salarié de contracter un prêt ou de louer un logement.
Le Centre d'études de l'emploi a consacré une grande enquête aux salariés en CNE. Les résultats mettent en évidence que ce dispositif a entraîné un fort durcissement des relations de travail et des difficultés des titulaires pour obtenir des prêts. Une enquête de la Dares a de surcroît mis en évidence qu'un très faible nombre d'emplois auraient été créés grâce à ce dispositif. 

### Sondages
Une étude statistique IFOP, réalisée par téléphone en décembre 2005 auprès de 300 dirigeants de TPE ayant embauché au moins un employé sous CNE donne les résultats suivants (les chiffres sont en pourcentage du nombre de CNE signés en 2005).
- 29 % déclarent que le CNE a permis la décision d'embaucher (en remplacement ou création de poste). En décembre 2007, il sera possible de déterminer la part de ces 29 % devenus des emplois pérennes et connaître le temps que ces personnes ont passé hors du chômage en retournant à la vie active.
- Pour 71 %, la décision d'embaucher était déjà prise, le CNE venant se substituer à un autre contrat de travail, dont voici la répartition :
  - 2 % de contrat d'apprentissage
  - 40 % de CDD ou de mission d'intérim
  - 57 % de CDI.

Selon un sondage BVA d'octobre 2005 sur l'opinion des Français à propos du CNE  :
- 49 % estiment que c'est une bonne mesure
- 48 % estiment que c'est une mauvaise mesure
- 3 % ne se prononçant pas.

### Résultats du CNE
Selon une étude s'appuyant sur un modèle simulé et publiée par Pierre Cahuc et Stéphane Carcillo, membres du Conseil d'analyse économique de l'université de Paris I-Sorbonne, le CNE pourrait entraîner la création de 70 000 emplois supplémentaires à l'horizon de 10 ans (soit une baisse de 0,5 points du taux de chômage) tout en augmentant l'instabilité du travail et « une légère détérioration des conditions de vie des demandeurs d'emplois, équivalente à une diminution de 0,47 % du revenu ».
En février 2007, une étude du ministère de l'emploi revient sur les effets du CNE (rapport de la DARES). Elle établit que :
- à la fin 2006, le nombre de salariés embauchés en CNE se situe entre 360 000 et 460 000
- parmi les chefs d'entreprises qui ont utilisé ce contrat, 8 % disent qu’ils n’auraient pas recruté si le CNE n’avait pas existé, alors que « plus de sept fois sur dix, [ils] déclarent qu’ils auraient embauché à la même date sous une autre forme de contrat »
- sur les personnes embauchées en CNE en octobre 2005, la moitié travaille toujours pour l'entreprise un an plus tard (7 sur 10 au bout de 6 mois), un quart a démissionné et l'autre quart a été licencié ou a quitté l'entreprise d'un commun accord avec l'employeur

L'étude pointe malgré tout que le CNE a permis aux petites entreprises d'accélérer les embauches.
Une étude indépendante, mettant en perspective les résultats de l’enquête de la DARES, affirme cependant que « l’effet net sur l’emploi du CNE est au maximum de 35 000 emplois [fin 2006] et qu'il n’en créera pas en 2007 ».
Une enquête du Centre d'études de l'emploi montre les effets du contrats sur les relations de travail et hors travail.